# Ferrán Torres
Ferrán Torres García (Foios, 29 febbraio 2000) è un calciatore spagnolo, attaccante del Barcellona e della nazionale spagnola, con cui è stato campione d'Europa nel 2024.

## Biografia
Era fidanzato con Sira Martínez, figlia dell’allenatore Luis Enrique, fino al 2023.

## Caratteristiche tecniche
Gioca principalmente come ala destra ma, a seconda dell'occasione, può essere schierato su tutto il fronte offensivo. Dotato di una buona tecnica individuale, si dimostra molto rapido, veloce ed abile nel dribbling. Sa calciare con potenza e sicurezza, ma è anche forte nelle rifiniture. In patria è stato più volte accostato al connazionale Marco Asensio.
Nell'estate del 2019 viene indicato dall'UEFA come uno dei 50 giovani più promettenti per la stagione 2019-2020.

## Carriera

### Club

#### Valencia
Cresciuto nelle giovanili del Valencia, ha esordito il 30 novembre 2017 in occasione del match di Coppa del Re vinto 4-1 contro il Real Saragozza. Il 5 novembre del 2019 sigla la sua prima rete in Champions League, nella gara interna giocata contro il Lilla, vinta per 4-1 dal Valencia.

#### Manchester City
Il 4 agosto 2020 viene ingaggiato dal Manchester City per la cifra di 23 milioni di euro come base fissa, più altri 12 di bonus, firmando con la società inglese un contratto valido fino al giugno del 2025 ed ereditando inoltre la maglia numero 21 che apparteneva al connazionale David Silva.
Il 30 settembre successivo sigla la sua prima rete, con la maglia dei Citizens, nella sfida di Coppa di Lega inglese vinta per 3-0 in trasferta contro il Burnley. Il 21 ottobre dello stesso anno realizza il goal del definitivo 3-1 nella partita di UEFA Champions League vinta in casa contro il Porto. Si ripete in tale competizione andando a segno la settimana successiva, nella vittoria per 3-0 in trasferta contro l'Olympique Marsiglia. Il 14 maggio 2021, nella partita rocambolesca vinta per 4-3 in trasferta contro il Newcastle Utd, sigla la sua prima tripletta in carriera. Conclude la stagione con 13 reti e 36 presenze in tutte le competizioni.
L'anno successivo realizza una doppietta nel successo per 5-0 contro l'Arsenal del 28 agosto 2021. Tuttavia la sua stagione si interrompe presto, in quanto a ottobre rimedia una frattura del metatarso durante gli impegni con la nazionale.

#### Barcellona
Il 28 dicembre 2021 viene annunciato il suo trasferimento a titolo definitivo al Barcellona, che lo acquista per 55 milioni di euro più 10 milioni di bonus. Fa il suo esordio in blaugrana in occasione del Clasico in Supercoppa di Spagna, vinto 3-2 dai rivali. Segna la sua prima rete nella partita valida per gli ottavi di finale di Coppa del Re contro l'Athletic Bilbao, partita che termina 3-2 per i baschi. Il 17 febbraio segna un goal nel pareggio per 1-1 casalingo contro il Napoli, nel suo debutto in Europa League. Segna il suo primo goal in campionato nella vittoria per 2-1 in casa dell'Elche. Firma anche il 0-3 contro il Real Madrid nel clasico (terminata 0-4). Il 14 maggio 2023 si laurea per la prima volta campione di Spagna, in seguito alla vittoria per 4-2 nel derby contro l'Espanyol.
Il 21 gennaio 2024, in occasione della sua centesima presenza con i blaugrana, mette a segno la sua prima tripletta con questa maglia, e serve anche un assist per João Félix, nella vittoria contro il Real Betis per 4-2.

### Nazionale
Con la nazionale spagnola Under-17 ha preso parte al vittorioso campionato d'Europa del 2017 ed anche al campionato del mondo del 2017 concluso al secondo posto.
Nel luglio del 2019 prende parte con la nazionale spagnola Under-19 al campionato europeo di categoria in Armenia, il 27 luglio successivo è decisiva una sua doppietta nella finale vinta per 2-0 contro i pari età del Portogallo dando l'undicesimo titolo alla selezione iberica alla fine del torneo, viene selezionato nel 11 ideale.
Il 6 settembre dello stesso anno esordisce con la maglia della nazionale spagnola Under-21, entrando nella ripresa al posto di Carles Pérez, nella partita vinta per 1-0 in trasferta contro i pari età del Kazakistan, valida per la qualificazioni al campionato d'Europa del 2021.
Il 20 agosto 2020 viene convocato per la prima volta nella nazionale spagnola in vista delle partite di UEFA Nations League contro Germania e Ucraina. Debutta come titolare il 3 settembre, contro la Germania giocando l'intera partita. Nella sfida successiva del 6 settembre contro l'Ucraina, entra al minuto 74° al posto di Gerard Moreno, segnando anche la sua prima rete con la maglia della Roja. Il 17 novembre successivo realizza una tripletta nella larga vittoria interna per 6-0 contro la Germania.
Convocato per il campionato d'Europa 2020, giocatosi nell'estate del 2021, viene schierato in tutte le 6 partite della nazionale iberica (4 volte come titolare) e va in gol contro la Slovacchia nella fase a gironi e nell'ottavo di finale contro la Croazia.
Il 6 ottobre seguente decide con una doppietta la semifinale di UEFA Nations League 2020-2021 vinta per 2-1 al Meazza di Milano contro l'Italia campione d'Europa in carica. Al Mondiale 2022 segna due reti nella vittoria per 7-0 contro la Costa Rica.

## Statistiche

### Presenze e reti nei club
Statistiche aggiornate al 30 aprile 2025.
| Stagione               | Squadra                | Campionato             | Campionato | Campionato | Coppe nazionali | Coppe nazionali | Coppe nazionali | Coppe continentali | Coppe continentali | Coppe continentali | Altre coppe | Altre coppe | Altre coppe | Totale | Totale | Totale |
| Stagione               | Squadra                | Comp                   | Pres       | Reti       | Comp            | Pres            | Reti            | Comp               | Pres               | Reti               | Comp        | Pres        | Reti        | Pres   | Reti   |        |
| ---------------------- | ---------------------- | ---------------------- | ---------- | ---------- | --------------- | --------------- | --------------- | ------------------ | ------------------ | ------------------ | ----------- | ----------- | ----------- | ------ | ------ | ------ |
| 2017-2018              | Valencia               | PD                     | 13         | 0          | CR              | 3               | 0               | -                  | -                  | -                  | -           | -           | -           | 16     | 0      |        |
| 2018-2019              | Valencia               | PD                     | 24         | 2          | CR              | 6               | 1               | UCL+UEL            | 3+4                | 0                  | -           | -           | -           | 37     | 3      |        |
| 2019-2020              | Valencia               | PD                     | 34         | 4          | CR              | 3               | 0               | UCL                | 6                  | 2                  | SS          | 1           | 0           | 44     | 6      |        |
| Totale Valencia        | Totale Valencia        | Totale Valencia        | 71         | 6          |                 | 12              | 1               |                    | 13                 | 2                  |             | 1           | 0           | 97     | 9      |        |
| 2020-2021              | Manchester City        | PL                     | 24         | 7          | FACup+CdL       | 3+3             | 1+1             | UCL                | 6                  | 4                  | -           | -           | -           | 36     | 13     |        |
| 2021-gen. 2022         | Manchester City        | PL                     | 4          | 2          | FACup+CdL       | 0+1             | 1               | UCL                | 1                  | 0                  | CS          | 1           | 0           | 7      | 3      |        |
| Totale Manchester City | Totale Manchester City | Totale Manchester City | 28         | 9          |                 | 7               | 3               |                    | 7                  | 4                  |             | 1           | 0           | 43     | 16     |        |
| gen.-giu. 2022         | Barcellona             | PD                     | 18         | 4          | CR              | 1               | 1               | UCL+UEL            | 0+6                | 0+2                | SS          | 1           | 0           | 26     | 7      |        |
| 2022-2023              | Barcellona             | PD                     | 33         | 4          | CR              | 4               | 0               | UCL+UEL            | 5+2                | 3+0                | SS          | 1           | 0           | 45     | 7      |        |
| 2023-2024              | Barcellona             | PD                     | 29         | 7          | CR              | 3               | 1               | UCL                | 8                  | 3                  | SS          | 2           | 0           | 42     | 11     |        |
| 2024-2025              | Barcellona             | PD                     | 26         | 10         | CR              | 5               | 6               | UCL                | 10                 | 3                  | SS          | 2           | 0           | 43     | 19     |        |
| Totale Barcellona      | Totale Barcellona      | Totale Barcellona      | 106        | 25         |                 | 12              | 8               |                    | 31                 | 11                 |             | 4           | 0           | 153    | 44     |        |
| Totale carriera        | Totale carriera        | Totale carriera        | 205        | 40         |                 | 31              | 12              |                    | 51                 | 17                 |             | 6           | 0           | 293    | 69     |        |

### Cronologia presenze e reti in nazionale
| Cronologia completa delle presenze e delle reti in nazionale ― Spagna | Cronologia completa delle presenze e delle reti in nazionale ― Spagna | Cronologia completa delle presenze e delle reti in nazionale ― Spagna | Cronologia completa delle presenze e delle reti in nazionale ― Spagna | Cronologia completa delle presenze e delle reti in nazionale ― Spagna | Cronologia completa delle presenze e delle reti in nazionale ― Spagna | Cronologia completa delle presenze e delle reti in nazionale ― Spagna | Cronologia completa delle presenze e delle reti in nazionale ― Spagna |
| Data                                                                  | Città                                                                 | In casa                                                               | Risultato                                                             | Ospiti                                                                | Competizione                                                          | Reti                                                                  | Note                                                                  |
| --------------------------------------------------------------------- | --------------------------------------------------------------------- | --------------------------------------------------------------------- | --------------------------------------------------------------------- | --------------------------------------------------------------------- | --------------------------------------------------------------------- | --------------------------------------------------------------------- | --------------------------------------------------------------------- |
| 3-9-2020                                                              | Stoccarda                                                             | Germania                                                              | 1 – 1                                                                 | Spagna                                                                | UEFA Nations League 2020-2021 - 1º turno                              | -                                                                     |                                                                       |
| 6-9-2020                                                              | Madrid                                                                | Spagna                                                                | 4 – 0                                                                 | Ucraina                                                               | UEFA Nations League 2020-2021 - 1º turno                              | 1                                                                     | 74’                                                                   |
| 10-10-2020                                                            | Madrid                                                                | Spagna                                                                | 1 – 0                                                                 | Svizzera                                                              | UEFA Nations League 2020-2021 - 1º turno                              | -                                                                     | 88’                                                                   |
| 13-10-2020                                                            | Kiev                                                                  | Ucraina                                                               | 1 – 0                                                                 | Spagna                                                                | UEFA Nations League 2020-2021 - 1º turno                              | -                                                                     | 58’                                                                   |
| 11-11-2020                                                            | Amsterdam                                                             | Paesi Bassi                                                           | 1 – 1                                                                 | Spagna                                                                | Amichevole                                                            | -                                                                     | 61’                                                                   |
| 14-11-2020                                                            | Basilea                                                               | Svizzera                                                              | 1 – 1                                                                 | Spagna                                                                | UEFA Nations League 2020-2021 - 1º turno                              | -                                                                     |                                                                       |
| 17-11-2020                                                            | Siviglia                                                              | Spagna                                                                | 6 – 0                                                                 | Germania                                                              | UEFA Nations League 2020-2021 - 1º turno                              | 3                                                                     | 73’                                                                   |
| 25-3-2021                                                             | Granada                                                               | Spagna                                                                | 1 – 1                                                                 | Grecia                                                                | Qual. Mondiali 2022                                                   | -                                                                     | 72’                                                                   |
| 28-3-2021                                                             | Tbilisi                                                               | Georgia                                                               | 1 – 2                                                                 | Spagna                                                                | Qual. Mondiali 2022                                                   | 1                                                                     |                                                                       |
| 31-3-2021                                                             | Siviglia                                                              | Spagna                                                                | 3 – 1                                                                 | Kosovo                                                                | Qual. Mondiali 2022                                                   | 1                                                                     |                                                                       |
| 4-6-2021                                                              | Madrid                                                                | Spagna                                                                | 0 – 0                                                                 | Portogallo                                                            | Amichevole                                                            | -                                                                     |                                                                       |
| 14-6-2021                                                             | Siviglia                                                              | Spagna                                                                | 0 – 0                                                                 | Svezia                                                                | Euro 2020 - 1º turno                                                  | -                                                                     | 74’                                                                   |
| 19-6-2021                                                             | Siviglia                                                              | Spagna                                                                | 1 – 1                                                                 | Polonia                                                               | Euro 2020 - 1º turno                                                  | -                                                                     | 61’                                                                   |
| 23-6-2021                                                             | Siviglia                                                              | Slovacchia                                                            | 0 – 5                                                                 | Spagna                                                                | Euro 2020 - 1º turno                                                  | 1                                                                     | 66’                                                                   |
| 28-6-2021                                                             | Copenaghen                                                            | Croazia                                                               | 3 – 5 dts                                                             | Spagna                                                                | Euro 2020 - Ottavi di finale                                          | 1                                                                     | 88’                                                                   |
| 2-7-2021                                                              | San Pietroburgo                                                       | Svizzera                                                              | 1 – 1 dts (1 – 3 dtr)                                                 | Spagna                                                                | Euro 2020 - Quarti di finale                                          | -                                                                     | 91’                                                                   |
| 6-7-2021                                                              | Londra                                                                | Italia                                                                | 1 – 1 dts (4 – 2 dtr)                                                 | Spagna                                                                | Euro 2020 - Semifinale                                                | -                                                                     | 61’                                                                   |
| 2-9-2021                                                              | Solna                                                                 | Svezia                                                                | 2 – 1                                                                 | Spagna                                                                | Qual. Mondiali 2022                                                   | -                                                                     |                                                                       |
| 5-9-2021                                                              | Badajoz                                                               | Spagna                                                                | 4 – 0                                                                 | Georgia                                                               | Qual. Mondiali 2022                                                   | 1                                                                     | 60’                                                                   |
| 8-9-2021                                                              | Pristina                                                              | Kosovo                                                                | 0 – 2                                                                 | Spagna                                                                | Qual. Mondiali 2022                                                   | 1                                                                     |                                                                       |
| 6-10-2021                                                             | Milano                                                                | Italia                                                                | 1 – 2                                                                 | Spagna                                                                | UEFA Nations League 2020-2021 - Semifinale                            | 2                                                                     | 49’                                                                   |
| 10-10-2021                                                            | Milano                                                                | Spagna                                                                | 1 – 2                                                                 | Francia                                                               | UEFA Nations League 2020-2021 - Finale                                | -                                                                     | 84’                                                                   |
| 26-3-2022                                                             | Cornellà de Llobregat                                                 | Spagna                                                                | 2 – 1                                                                 | Albania                                                               | Amichevole                                                            | 1                                                                     |                                                                       |
| 29-3-2022                                                             | La Coruña                                                             | Spagna                                                                | 5 – 0                                                                 | Islanda                                                               | Amichevole                                                            | -                                                                     | 59’                                                                   |
| 2-6-2022                                                              | Siviglia                                                              | Spagna                                                                | 1 – 1                                                                 | Portogallo                                                            | UEFA Nations League 2022-2023 - 1º turno                              | -                                                                     | 62’                                                                   |
| 5-6-2022                                                              | Praga                                                                 | Rep. Ceca                                                             | 2 – 2                                                                 | Spagna                                                                | UEFA Nations League 2022-2023 - 1º turno                              | -                                                                     | 46’                                                                   |
| 9-6-2022                                                              | Lancy                                                                 | Svizzera                                                              | 0 – 1                                                                 | Spagna                                                                | UEFA Nations League 2022-2023 - 1º turno                              | -                                                                     |                                                                       |
| 12-6-2022                                                             | Malaga                                                                | Spagna                                                                | 2 – 0                                                                 | Rep. Ceca                                                             | UEFA Nations League 2022-2023 - 1º turno                              | -                                                                     | 59’                                                                   |
| 24-9-2022                                                             | Saragozza                                                             | Spagna                                                                | 1 – 2                                                                 | Svizzera                                                              | UEFA Nations League 2022-2023 - 1º turno                              | -                                                                     | 63’                                                                   |
| 27-9-2022                                                             | Braga                                                                 | Portogallo                                                            | 0 – 1                                                                 | Spagna                                                                | UEFA Nations League 2022-2023 - 1º turno                              | -                                                                     | 73’                                                                   |
| 17-11-2022                                                            | Amman                                                                 | Giordania                                                             | 1 – 3                                                                 | Spagna                                                                | Amichevole                                                            | -                                                                     | 58’ 82’                                                               |
| 23-11-2022                                                            | Doha                                                                  | Spagna                                                                | 7 – 0                                                                 | Costa Rica                                                            | Mondiali 2022 - 1º turno                                              | 2                                                                     | 57’                                                                   |
| 27-11-2022                                                            | Al Khor                                                               | Spagna                                                                | 1 – 1                                                                 | Germania                                                              | Mondiali 2022 - 1º turno                                              | -                                                                     | 54’                                                                   |
| 1-12-2022                                                             | Al Rayyan                                                             | Giappone                                                              | 2 – 1                                                                 | Spagna                                                                | Mondiali 2022 - 1º turno                                              | -                                                                     | 57’                                                                   |
| 6-12-2022                                                             | Al Rayyan                                                             | Marocco                                                               | 0 – 0 dts (3 – 0 dtr)                                                 | Spagna                                                                | Mondiali 2022 - Ottavi di finale                                      | -                                                                     | 75’                                                                   |
| 12-9-2023                                                             | Granada                                                               | Spagna                                                                | 6 – 0                                                                 | Cipro                                                                 | Qual. Euro 2024                                                       | 2                                                                     | 61’                                                                   |
| 12-10-2023                                                            | Siviglia                                                              | Spagna                                                                | 2 – 0                                                                 | Scozia                                                                | Qual. Euro 2024                                                       | -                                                                     |                                                                       |
| 15-10-2023                                                            | Oslo                                                                  | Norvegia                                                              | 0 – 1                                                                 | Spagna                                                                | Qual. Euro 2024                                                       | -                                                                     | 71’                                                                   |
| 16-11-2023                                                            | Limassol                                                              | Cipro                                                                 | 1 – 3                                                                 | Spagna                                                                | Qual. Euro 2024                                                       | -                                                                     | 73’                                                                   |
| 19-11-2023                                                            | Valladolid                                                            | Spagna                                                                | 3 – 1                                                                 | Georgia                                                               | Qual. Euro 2024                                                       | 1                                                                     | 65’                                                                   |
| 5-6-2024                                                              | Badajoz                                                               | Spagna                                                                | 5 – 0                                                                 | Andorra                                                               | Amichevole                                                            | 1                                                                     |                                                                       |
| 15-6-2024                                                             | Berlino                                                               | Spagna                                                                | 3 – 0                                                                 | Croazia                                                               | Euro 2024 - 1º turno                                                  | -                                                                     | 86’                                                                   |
| 20-6-2024                                                             | Gelsenkirchen                                                         | Spagna                                                                | 1 – 0                                                                 | Italia                                                                | Euro 2024 - 1º turno                                                  | -                                                                     | 71’                                                                   |
| 24-6-2024                                                             | Düsseldorf                                                            | Albania                                                               | 0 – 1                                                                 | Spagna                                                                | Euro 2024 - 1º turno                                                  | 1                                                                     | 72’                                                                   |
| 5-7-2024                                                              | Stoccarda                                                             | Spagna                                                                | 2 – 1 dts                                                             | Germania                                                              | Euro 2024 - Quarti di finale                                          | -                                                                     | 63’ 74’                                                               |
| 9-7-2024                                                              | Monaco di Baviera                                                     | Spagna                                                                | 2 – 1                                                                 | Francia                                                               | Euro 2024 - Semifinale                                                | -                                                                     | 90+4’                                                                 |
| 5-9-2024                                                              | Belgrado                                                              | Serbia                                                                | 0 – 0                                                                 | Spagna                                                                | UEFA Nations League 2024-2025 - 1º turno                              | -                                                                     | 82’                                                                   |
| 8-9-2024                                                              | Ginevra                                                               | Svizzera                                                              | 1 – 4                                                                 | Spagna                                                                | UEFA Nations League 2024-2025 - 1º turno                              | 1                                                                     | 46’ 69’                                                               |
| 23-3-2025                                                             | Valencia                                                              | Spagna                                                                | 3 – 3 dts (5 – 4 dtr)                                                 | Paesi Bassi                                                           | UEFA Nations League 2024-2025 - Quarti di finale                      | -                                                                     | 69’                                                                   |
| Totale                                                                |                                                                       | Presenze                                                              | 49                                                                    |                                                                       | Reti                                                                  | 21                                                                    |                                                                       |

| Cronologia completa delle presenze e delle reti in nazionale ― Spagna under 21 | Cronologia completa delle presenze e delle reti in nazionale ― Spagna under 21 | Cronologia completa delle presenze e delle reti in nazionale ― Spagna under 21 | Cronologia completa delle presenze e delle reti in nazionale ― Spagna under 21 | Cronologia completa delle presenze e delle reti in nazionale ― Spagna under 21 | Cronologia completa delle presenze e delle reti in nazionale ― Spagna under 21 | Cronologia completa delle presenze e delle reti in nazionale ― Spagna under 21 | Cronologia completa delle presenze e delle reti in nazionale ― Spagna under 21 |
| Data                                                                           | Città                                                                          | In casa                                                                        | Risultato                                                                      | Ospiti                                                                         | Competizione                                                                   | Reti                                                                           | Note                                                                           |
| ------------------------------------------------------------------------------ | ------------------------------------------------------------------------------ | ------------------------------------------------------------------------------ | ------------------------------------------------------------------------------ | ------------------------------------------------------------------------------ | ------------------------------------------------------------------------------ | ------------------------------------------------------------------------------ | ------------------------------------------------------------------------------ |
| 6-9-2019                                                                       | Astana                                                                         | Kazakistan under 21                                                            | 0 – 1                                                                          | Spagna under 21                                                                | Qual. Europeo Under-21 2021                                                    | -                                                                              | 46’                                                                            |
| 10-9-2019                                                                      | Castellón de la Plana                                                          | Spagna under 21                                                                | 2 – 0                                                                          | Montenegro under 21                                                            | Qual. Europeo Under-21 2021                                                    | -                                                                              | 75’                                                                            |
| 10-10-2019                                                                     | Cordova                                                                        | Spagna under 21                                                                | 1 – 1                                                                          | Germania under 21                                                              | Amichevole                                                                     | -                                                                              | 56’                                                                            |
| 15-10-2019                                                                     | Podgorica                                                                      | Montenegro under 21                                                            | 0 – 2                                                                          | Spagna under 21                                                                | Qual. Europeo Under-21 2021                                                    | -                                                                              | 68’                                                                            |
| 14-11-2019                                                                     | Alcorcón                                                                       | Spagna under 21                                                                | 3 – 0                                                                          | Macedonia del Nord under 21                                                    | Qual. Europeo Under-21 2021                                                    | -                                                                              | 82’                                                                            |
| 19-11-2019                                                                     | Ramat Gan                                                                      | Israele under 21                                                               | 1 – 1                                                                          | Spagna under 21                                                                | Qual. Europeo Under-21 2021                                                    | -                                                                              |                                                                                |
| Totale                                                                         |                                                                                | Presenze                                                                       | 6                                                                              |                                                                                | Reti                                                                           | 0                                                                              |                                                                                |

## Palmarès

### Club
- Coppa di Lega inglese: 1

Manchester City: 2020-2021
- Campionato inglese: 1

Manchester City: 2020-2021
- Campionato spagnolo: 2

Barcellona: 2022-2023,  2024-2025
- Coppa di Spagna: 2

Valencia: 2018-2019
Barcellona: 2024-2025
- Supercoppa di Spagna: 2

Barcellona: 2023, 2025

### Nazionale
- Campionato d'Europa Under-17: 1

Croazia 2017
- Campionato d'Europa Under-19: 1

Armenia 2019
- Campionato d'Europa: 1

Germania 2024

### Individuale
- Capocannoniere della UEFA Nations League: 1

2020-2021 (6 reti, a pari merito con Lukaku e Håland)
- Capocannoniere della Coppa del Re: 1

2024-2025 (6 reti)